# Teorije o uzrocima transseksualizma
Teorije o uzrocima transseksualizma su skup različitih hipoteza koje su kroz istoriju definisale uzroke nastanka transseksualizma odnosno rodne disforije. 
Jedne su uzrok nalazile u psihološkim, druge u sociološkim, treće u biološkim faktorima, dok su četvrte objašnjavale pojavu transseksualizma mešavinom svih navedenih faktora.

## Teorija o psihološkim faktorima
Prve teorije su pojavu transseksualizma pripisivale psihološkim faktorima. Mada su se neke pokazale netačnim, druge, poput onih koje su objašnjavale pojavu transseksualizma zbog roditeljskog odgovora na novonastalo unakrsno rodno ponašanje, pokazale su značajnije kliničke i empirijske dokaze. 
Frojdova teorija o psihološkim faktorima
Jedan, od prvih, koji je objašnjavao nastanak transseksualizma bio je Sigmund Frojd. On je u svojoj teoriji nastanak muškog transseksualizma povezao dečakom koji je video genitalije svoje majke i shvatio da joj nedostaje penis. Nakon ove situacija moglo je doći do formiranja užasavajuće anksioznosti, proistekle iz straha da će izgubiti svoj penis (kastracioni strah), što je moglo dovesti do pojave transvestitizma ali i transseskualizma, kao i do nekih seksualnih patologija. 
Prema Frojdovoj teoriji biti muškarac i muževan je jedno od najvažnijih stanja, kako za muškarce, tako i za žene, jer je biti žena i ženstven manje vredno.
Teorija neodvojivosti od majke
Jedna od teorija uzrok muškog transseksualizma našla je u nemogućnosti dečaka da se odvoji od majke u ranom detinjstvu. Umesto da se identifikuje sa figurom oca, dečak se identifikuje sa figurom majke. 
Teorija favorizovanja polova od strane roditelja
Još nekoliko studija je objašnjavalo pojavu kako muškog tako i ženskog transseksualizma kao posledicu roditeljskog favorizovanja oponašanja uloga suprotnog pola od onog sa kojim je rođeno dete. To je dovodilo do velike konfuzije kod dece i nesklada u toku rodne identifikacije. Međutim, ovom teorijom se ne može objasniti pojava transseksualizma u stabilnim i harmoničnim interpersonalnim odnosima unutar porodice.

## Biološke teorije
Biološke teorije svoje stavove zasnivaju na uticaju hormona u ranom fetalnom periodu na pojavu transseksualizma. Naime, u prvih šest nedela fetalnog razvoja ne postoje razlike između muškog i ženskog fetusa, jer se one vide tek kasnije. Smatra se da androgeni imaju veliku ulogu u programiranju moždanih polja, a kasnije i na postnatalnu aktivaciju već programiranih funkcionalnih fizionomija mozga. 
Dorner je svojevremeno ukazivao da je formiranje polnog identiteta i seksualnog ponašanja u vezi sa dejstvom testosterona na region u hipotalamusu u vreme formiranja gonada.
Prema biološkoj teoriji postoje tri ključna perioda u kojima se ispoljava uticaj polnih hormona na razvoj mozga:
Prvi — u 16. gestacionoj nedelji, kada dolazi do pojave androgenih receptora u mozgu.
Drugi — postnatalni u 6. nedelji, kada  dolazi do pojačane sekretorne funkcije polnih žlezda usled odsustva hormona iz posteljice.
Treći — period puberteta, u kojem dolazi do eksplozije hormonske ekspresije, kada se konačno formira fenotip, kao i tip polnog ponašanja, i kada osoba postaje svesna svoje femininosti odnosno maskulinosti.

## Biheviorističke teorije
Biheviorističke teorije objašnjavaју pojavu transseksualizma kao rezultat procesa učenja ponašanja deteta u toku formiranja rodnog identiteta, заснованог na urezivanju и uslovljavanju određenih modela ponašanja (npr favorizovanje da se devojčica ponaša muškobanjasto, ili dečak da bude isfeminiziran).

## Multifaktorijalne teorije
Da je razvoj transseksualizma multifaktorijalan, među prvima je taj stav izneo kanadski psihijatar Kenet Cuker. Prema njemu, ključnu ulogu imaju biološki faktori na razvoj mozga, i to genetski i epigenetski kao i prenatalno dejstvo androgena, ali je i uticaj sredine neophodan da bi se transseksualizam zaista i razvio. 
U svojoj teoriji on je istakao i uticaji pojedinih delova limbičkog sistema na razvoj šema seksualnog ponašanja kod muškaraca i kod žena, a posthumnim analiziranjem je pokazano da je broj neurona u limbičkim jedrima mnogo manji kod transseksualaca koji vrše rodno usklađivanje u pravcu ženskog pola (transžene).

## Opšta razmatranje o navedenim teorijama
Autori svih teorija o razvoju rodnog identiteta se slažu oko činjenice da se jezgro rodnog identiteta može naći kod dece uzrasta od oko tri godine, sa jasnim prepoznavanjem da li je dete dečak ili devojčica. 
Istraživanja su pokazala takođe da ovaj koncept pokazuje veliku rezistentnost na menjanje tokom kasnijeg života, iz čega se može izvesti zaključak da je osnova za nastanak transsekualizma zapravo postavljena pre navršene treće godine života.
Ipak, 2002. godine, Švab i saradnici su pretpostavili: 
| „ | Da se funkcionalne polne razlike vezane za reproduktivnost, rod i seksualnu orijentaciju kao i da se incidenca neuroloških i psihijatrijskih oboljenja zasnivaju na strukturnim i funkcionalnim razlikama u hipotalamusu i drugiim limbičnim strukturama. Faktori koji utiču na rod, odnosno osećaj osobe da je muško ili žensko, su prenatalni hormoni i jedinjenja koja menjaju nivo ovih hormona, kao što su antikonvulzivi, dok je uticaj postnatalnih socijalnih faktora kontroverzan. | ” |

Mnogi autori su takođe tvrdili da se period seksualne diferencijacije ljudskog hipotalamusa javlja između četvrte godine života i odraslog doba, što bi značilo da je to mnogo kasnije nego što se mislilo u ranijim studijama. Prema Švabu, kasna seksualna diferencijacija može ipak, biti zasnovana na procesima koji su već programirani tokom trudnoće ili tokom neonatalnog perioda.
Iz svega navedenog, naučna javnost smatra se da su potrebna dodatna istraživanja da bi se otkrilo pravo poreklo pojave transseksualizma.